# Oltschibachfall
Der Oltschibachfall ist ein Wasserfall in Meiringen im Schweizer Kanton Bern.
Er bildet ein markantes Landschaftselement im Haslital und eine Sehenswürdigkeit im Berner Oberland. Er trennt den Oberlauf des Oltschibachs, der aus dem Hochtal «Oltscheren» unter dem Wildgärst herabfliesst, von seinem unteren Lauf im Tal an der Aare.

## Geographie
Der etwa 300 Meter hohe Wasserfall stürzt über den steilen Berghang südlich des Aarbodens. Die Talflanke hat von der darüber gelegenen Bergterrasse mit der Alpsiedlung «Züün» (1000 m ü. M.) bis zum Dorf Unterbach in der Ebene beim Flugplatz Meiringen (578 m ü. M.) eine Höhe von mehr als 400 Metern. Der Wasserfall liegt an einer hohen Felswand im oberen Teil dieser Landschaftsstufe. Er besteht aus einem etwa 140 Meter hohen oberen Wasserfall, der teilweise frei vom überhängenden Felsen fällt, und einem unteren Teil mit einer Kaskade auf Felsstufen.

## Tourismus
Der Wasserfall ist vom Tal aus gut zu sehen. Ein Fussweg erschliesst den Bachlauf unter dem Wasserfall im Bergwald; über einen Bergweg und die Strasse von Balm nach Züün ist das Gebiet über dem Wasserfall zu erreichen.
Der grosse Wasserfall ist ein beliebtes Bildsujet in der Tourismusregion Interlaken-Haslital.